# 목포시의 시내버스
목포시의 시내버스는 목포시의 핵심 교통수단으로 목포 구도심과 신도심, 남악신도시, 오룡지구 모든 지역에서 이한철이 소유한 태원여객·유진운수가 계열사로 독점으로 운행했으나 2024년 6월 10일 두 기업이 파산함에 따라 운영사가 2025년 1월부터 금호목포시내, 목포시청, 목포운수, 목포BTS로 변경되었다.
26개의 버스노선에 126대의 버스가 운행중이다. 차고지는 남항, 석현동 중앙병원 건너편에 있다. 2013년 12월 2일에 BIS 서비스를 개통하였다.

## 운임
2007년 2월 26일부터 모든 노선에 무료환승제를 도입했다. 빨간색의 간선, 주홍색의 외곽연계형, 주황색의 지선, 초록색의 도심순환 등 4가지 유형으로 구분해 시행하게 됐으며 환승 시스템이 본격적으로 도입되게 됐다. 운임 지불 수단에는 현금과 카드결제가 있으며, 교통카드로 승차 시, 하차 단말기에 교통카드 태그 후 30분 이내 1회에 한해 먼저 탑승했던 버스의 버스비 만큼 환승 받을 수 있다. 교통카드로는 마이비카드, 티머니카드와 후불교통카드가 통용된다. 티머니 카드의 경우, 과거에는 신한은행이나 우체국, 농협 자동화기기에서만 충전 가능했지만, 현재는 은행뿐만 아니라 목포시내에 있는 티머니 교통카드 스티커를 부착한 일반 가맹점에서도 충전이 가능하다. 2011년 10월말에 시내버스 교통카드 지불 단말기에 국가표준호환칩을 설치 후 시범운영에 들어가고, 2011년 11월 중순에 목포시의 모든 시내버스에 국가표준호환칩이 설치되어 국내에 유통 중인 국가표준호환칩에 호환되는 모든 교통카드를 이용할 수 있게 되었다.
2024년 10월 1일 부터 요금 기준이다.
| 종류                 | 구분               | 구분               | 현금(단위:원) | 카드(단위:원) |
| -------------------- | ------------------ | ------------------ | ------------- | ------------- |
| 간선, 지선, 도심순환 | 시내 구간          | 일반               | 1,700         | 1,600         |
| 간선, 지선, 도심순환 | 시내 구간          | 청소년(중고등학생) | 1,350         | 100           |
| 간선, 지선, 도심순환 | 시내 구간          | 어린이(초등학생)   | 850           | 100           |
| 간선, 지선, 도심순환 | 시계외 구간(km당)  | 시계외 구간(km당)  | 116.14        | 116.14        |
| 좌석버스(외곽연계)   | 좌석버스(외곽연계) | 좌석버스(외곽연계) | 2,400         | 2,300         |

좌석버스는 일반, 청소년, 어린이 구분없이 동일한 운임을 적용한다. 2014년 1월 6일부터는 남악 구간의 시계외 운임이 폐지되었다. 
- 1-2번, 108번, 119번, 130번 버스의 시계외 운임표

## 운수 업체
2025년 기준이다.
| 운행업체     | 등록대수 |
| ------------ | -------- |
| 금호목포시내 | 34       |
| 목포시청     | 20       |
| 목포운수     | 39       |
| 목포BTS      | 32       |
| 합계         | 125      |

## 시내버스 준공영제
2008년부터 버스 준공영제 도입을 시에서 추진해왔다. 준공영제는 노선권은 목포시가 갖고 운수업체는 경영권을 맡는 것으로 수입과 지출을 공동으로 관리하는 방식이다. 이는 계속된 외곽 지역 소외와 교통불편 마찰을 해소할 돌파구를 마련한 대책으로 평가됐다. 그러나 시민단체들은 시가 지나치게 시내버스에 지원을 쏟아부으면서 지방세 재정을 낭비하고 있다며 반발했다. 서비스가 개선되지 않은 채 버스회사만 배불릴 수 있다는 이유였다. 목포경실련은 2003년부터 버스 운임이 연간 12%꼴로 오른데다 적자를 메꿔준다는 명목으로 20억을 지원했음에도 경영 실적이 나아지고 있지 않은 상태에서 시가 더 큰 비용을 부담해서는 안 된다고 비판했다.
2022년 겪은 총파업과 운행중단 사태를 계기로, 2024년 2월 26일 첫차부터 시내버스 노선을 개편하고, 차량 19대 감차도 이루어진다. 이후 2025년 1월 1일부터 노선입찰형 준공영제를 시행되었다.

## 차량
2005년부터 천연가스버스(CNG)를 연차적으로 확대 시행하기로 했다. 이미 2003년부터 협의를 진행하고 있었으나 자금이 여의치 않자 대당 2,250만원을 보조하는 조건으로 천연가스 충전소가 석현동에 마련되어 있다. 전라남도 최초로 저상버스를 2007년 도입해 현재 운영 중이며 지금은 1번선 7회, 2번선 8회, 30번선 남악방면 8회, 해양대방면 7회로 운행하고 있지만 노약자와 휠체어 장애인 지원을 위해 승강장 턱없애기 사업도 병행하고 있다.
2011년 11월에 외곽연계, 좌석버스를 제외한 모든 노선의 버스에 olleh Wi-Fi존이 설치되었다. 따라서 KT 이용자 중 스마트폰 요금제 가입자들은 목포 시내버스에서 무선 인터넷을 이용할 수 있다.